# Боэдоро, Филип
Филип Боэдоро (англ. Philip Boedoro; род. 21 мая 1958, Порт-Вила, Шефа, Вануату) — политический, государственный и общественный деятель Вануату. Исполняющий обязанности Президента Вануату (с 3 по 22 сентября 2014). Спикер парламента Вануату (2013—2015).

## Биография
Член партии Вануаку. На всеобщих выборах 2002 года был впервые избран депутатом парламента Вануату от острова Маэво.
В 2002 году был министром по программе комплексных реформ. Переизбирался в законодательный орган страны в 2008 и 2012 годах. Возглавлял парламентский институциональный комитет.
В 2013—2015 годах возглавлял Парламент Вануату. В качестве спикера Боэдоро уволил шестнадцать парламентариев страны, каждый из которых подал на него судебный иск. Апелляционный суд отклонил их в мае 2015 года.
В сентябре 2014 года из-за разногласий между премьер-министром Джо Натуманой и представителями оппозиции, во время выборов президентом Вануату Болдуина Джейкобсона Лонсдейла, получившего 46 голосов из 58 возможных, исполнял обязанности президента Вануату.